# Pristimantis skydmainos
Espèce
Synonymes
- Eleutherodactylus skydmainos Flores & Rodríguez, 1997
- Eleutherodactylus karcharias Flores & Rodríguez, 1997

Statut de conservation UICN

 LC  : Préoccupation mineure
Pristimantis skydmainos est une espèce d'amphibiens de la famille des Craugastoridae.

## Répartition
Cette espèce se rencontre jusqu'à 750 m d'altitude dans le haut bassin de l'Amazone :
- en Équateur dans la province d'Orellana ;
- au Pérou dans les régions de Madre de Dios, de Puno, de Huánuco et d'Amazonas ;
- en Bolivie dans le département de Pando ;
- au Brésil dans l'État d'Acre.

## Publication originale
- Flores & Rodríguez, 1997 : Two new species of the Eleutherodactylus conspicillatus group (Anura: Leptodactylidae) from Peru. Copeia, vol. 1997, no 2, p. 388-394.